# Ignacio Comonfort
José Ignacio Gregorio Comonfort de los Ríos (Puebla, 12 de Março de 1812 – Guanajuato, 13 de Novembro de 1863) foi um político e militar mexicano.

## Biografia
Filho de pais franceses, adepto moderado dos liberais mexicanos, apoiou Antonio López de Santa Anna na revolta contra Anastasio Bustamante levada a cabo em 1832 e participou na guerra Mexicano-Americana.
Anos mais tarde e juntamente com Juan Álvarez, participa na elaboração do plano de Ayutla contra Santa Anna. Sendo escassos os recursos dos rebelados contra Santa Anna, é enviado por Álvarez aos Estados Unidos, onde consegue angariar 60 000 pesos de um tal Gregorio Ajuria, na condição de serem pagos 250 000 pesos uma vez derrotado Santa Anna. Regressa ao México com dinheiro e armas, participando em numerosas operações militares contra os conservadores até ser nomeado ministro da guerra por Juan Álvarez em 1855.
Em Dezembro desse mesmo ano é nomeado presidente substituto, sendo nomeado presidente constitucional em 1857. Durante o seu mandato foi promulgada a chamada Lei Lerdo que afectava os interesses dos conservadores e do clero. Após a promulgação da constituição de 1857, deu sinais de aproximação aos conservadores no sentido da resolução do conflito então existente. Em 17 de Dezembro de 1857 Félix María Zuloaga proclama o plano de Tacubaya, segundo o qual deixava de vigorar a recém-promulgada constituição. Comonfort adere ao plano de Tacubaya e manda deter Benito Juárez e outros liberais. Pouco tempo mais tarde, já em 1858, um levantamento militar declara Zuloaga presidente e Comonfort tenta voltar atrás no apoio a Zuloaga mas é abandonado por todos os que antes o apoiavam e refugia-se nos Estados Unidos.
Benito Juárez convence Comonfort a regressar ao México, para colaborar na luta contra a invasão francesa, sendo nomeado chefe do estado-maior mexicano. Seria assassinado por um militante conservador em 13 de Novembro de 1863, próximo de Celaya, estado de Guanajuato.